# Economia d'Antigua i Barbuda

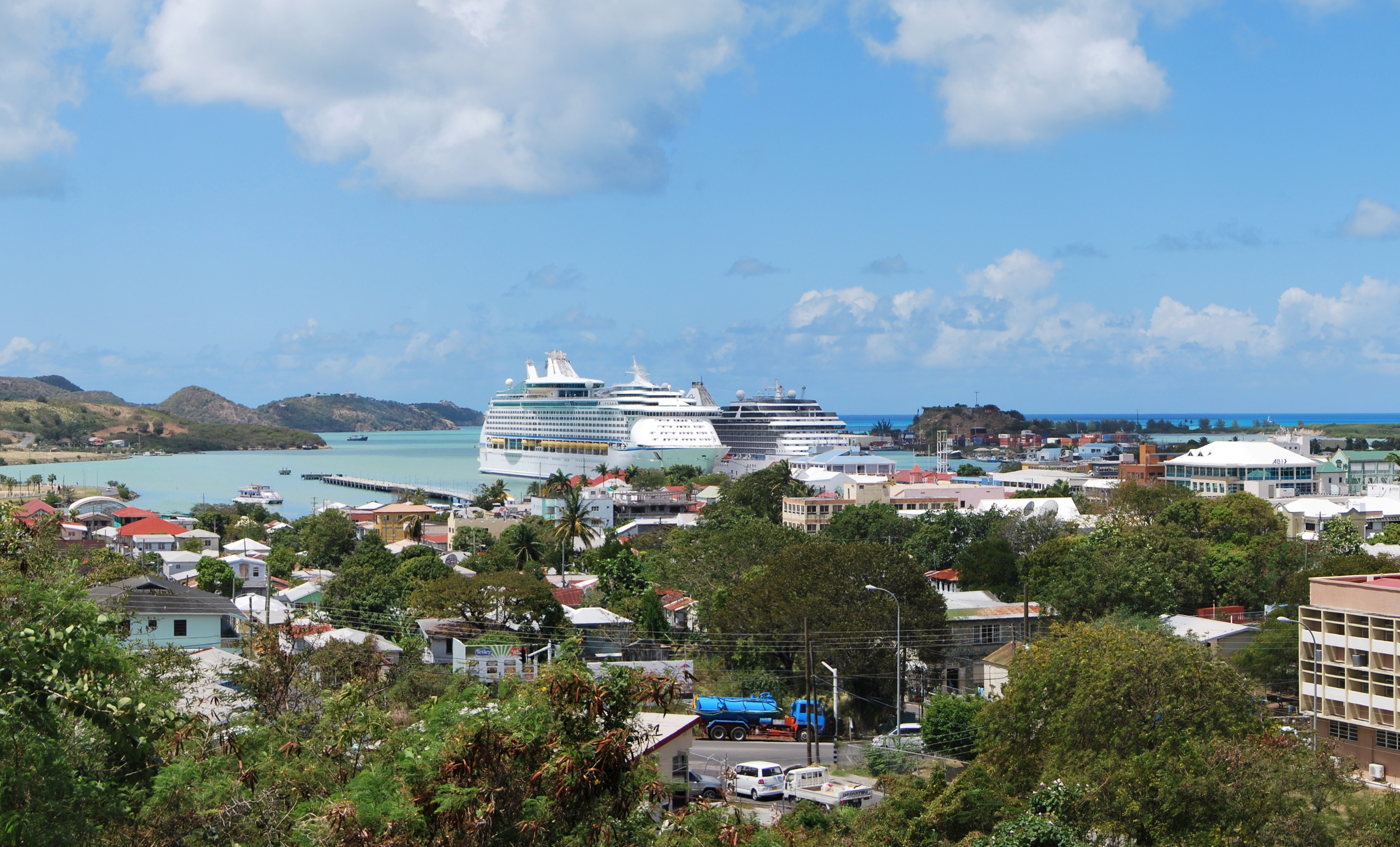
La ciutat de Saint John's.

El turisme domina l'economia d'Antigua i Barbuda, produint gairebé 60% del PIB i 40% de les inversions. La disminució de turistes des de l'any 2000 va obligar el govern a transformar el país en un paradís fiscal. La producció agrícola està centrada en l'àmbit domèstic i limitada pel reduït subministrament d'aigua i una disminució de la mà d'obra a causa dels millors salaris en els sectors de turisme i construcció.
És important també la producció agrícola de canya de sucre, cotó i fruites; així com el refinament de petroli i les manufactures tèxtils, de fusteria i de producció de rom. Produeix una mica de cervesa, robes, ciment, artesanias locals i mobles.
La moneda oficial és el Dòlar del Carib Oriental (East Caribean Dollar), amb una paritat fixa de 2,7:1 amb el dòlar americà des de l'any 1976.